# Comuni del Maranhão

Lo Stato del Maranhão, in Brasile

Segue un elenco dei 216 comuni dello stato brasiliano del Maranhão.
| Comune                       | Microregione                   | Mesoregione       | Area (km²) | Popolazione | Densità |
| ---------------------------- | ------------------------------ | ----------------- | ---------- | ----------- | ------- |
| Açailândia                   | Imperatriz                     | Oeste Maranhense  | 5.806,307  | 90.674      | 15,62   |
| Afonso Cunha                 | Coelho Neto                    | Leste Maranhense  | 371,247    | 5.653       | 15,23   |
| Água Doce do Maranhão        | Baixo Parnaíba Maranhense      | Leste Maranhense  | 442,963    | 10.791      | 24,36   |
| Alcântara                    | Litoral Ocidental Maranhense   | Norte Maranhense  | 1.483,232  | 21.229      | 14,31   |
| Aldeias Altas                | Coelho Neto                    | Leste Maranhense  | 1.942,128  | 17.826      | 9,18    |
| Altamira do Maranhão         | Pindaré                        | Oeste Maranhense  | 668,690    | 7.494       | 11,21   |
| Alto Alegre do Maranhão      | Codó                           | Leste Maranhense  | 420,874    | 22.347      | 53,10   |
| Alto Alegre do Pindaré       | Pindaré                        | Oeste Maranhense  | 1.932,317  | 30.185      | 15,62   |
| Alto Parnaíba                | Gerais de Balsas               | Sul Maranhense    | 11.132,105 | 10.202      | 0,92    |
| Amapá do Maranhão            | Gurupi                         | Oeste Maranhense  | 442,319    | 6.168       | 13,94   |
| Amarante do Maranhão         | Imperatriz                     | Oeste Maranhense  | 7.669,090  | 34.646      | 4,52    |
| Anajatuba                    | Baixada Maranhense             | Norte Maranhense  | 1.116,947  | 21.944      | 19,65   |
| Anapurus                     | Chapadinha                     | Leste Maranhense  | 608,274    | 12.660      | 20,81   |
| Apicum-Açu                   | Litoral Ocidental Maranhense   | Norte Maranhense  | 651,915    | 13.125      | 20,13   |
| Araguanã                     | Pindaré                        | Oeste Maranhense  | 804,394    | 9.710       | 12,07   |
| Araioses                     | Baixo Parnaíba Maranhense      | Leste Maranhense  | 1.782,564  | 37.067      | 20,79   |
| Arame                        | Alto Mearim e Grajaú           | Centro Maranhense | 3.044,801  | 27.042      | 8,88    |
| Arari                        | Médio Mearim                   | Norte Maranhense  | 1.100,285  | 27.669      | 25,15   |
| Axixá                        | Rosário                        | Norte Maranhense  | 203,194    | 12.626      | 62,14   |
| Bacabal                      | Médio Mearim                   | Centro Maranhense | 1.682,601  | 93.402      | 55,51   |
| Bacabeira                    | Rosário                        | Norte Maranhense  | 615,761    | 14.578      | 23,67   |
| Bacuri                       | Litoral Ocidental Maranhense   | Norte Maranhense  | 788,062    | 15.662      | 19,87   |
| Bacurituba                   | Litoral Ocidental Maranhense   | Norte Maranhense  | 674,512    | 5.434       | 8,06    |
| Balsas                       | Gerais de Balsas               | Sul Maranhense    | 13.141,637 | 78.798      | 6,00    |
| Barão de Grajaú              | Chapadas do Alto Itapecuru     | Leste Maranhense  | 2.247,229  | 16.400      | 7,30    |
| Barra do Corda               | Alto Mearim e Grajaú           | Centro Maranhense | 7.962,428  | 79.544      | 9,99    |
| Barreirinhas                 | Lençois Maranhenses            | Norte Maranhense  | 2.291,1    | 38.426      | 14,70   |
| Bela Vista do Maranhão       | Baixada Maranhense             | Norte Maranhense  | 252,524    | 8.397       | 33,25   |
| Belágua                      | Chapadinha                     | Leste Maranhense  | 499,427    | 5.644       | 11,30   |
| Benedito Leite               | Chapadas das Mangabeiras       | Sul Maranhense    | 1.781,662  | 5.367       | 3,01    |
| Bequimão                     | Litoral Ocidental Maranhense   | Norte Maranhense  | 768,957    | 20.038      | 26,06   |
| Bernardo do Mearim           | Médio Mearim                   | Centro Maranhense | 261,401    | 6.013       | 23,00   |
| Boa Vista do Gurupi          | Gurupi                         | Oeste Maranhense  | 401,433    | 7.374       | 18,37   |
| Bom Jardim                   | Pindaré                        | Oeste Maranhense  | 6.590,475  | 35.512      | 5,39    |
| Bom Jesus das Selvas         | Pindaré                        | Oeste Maranhense  | 2.679,418  | 19.966      | 7,45    |
| Bom Lugar                    | Médio Mearim                   | Centro Maranhense | 446,444    | 12.857      | 28,80   |
| Brejo                        | Chapadinha                     | Leste Maranhense  | 1.074,500  | 29.272      | 27,24   |
| Brejo de Areia               | Pindaré                        | Oeste Maranhense  | 482,892    | 5.819       | 12,05   |
| Buriti                       | Chapadinha                     | Leste Maranhense  | 1.474,041  | 24.577      | 16,67   |
| Buriti Bravo                 | Caxias                         | Leste Maranhense  | 1.582,525  | 21.974      | 13,89   |
| Buriticupu                   | Pindaré                        | Oeste Maranhense  | 2.544,975  | 57.510      | 22,60   |
| Buritirana                   | Imperatriz                     | Oeste Maranhense  | 818,416    | 14.465      | 17,67   |
| Cachoeira Grande             | Rosário                        | Norte Maranhense  | 705,636    | 8.856       | 12,55   |
| Cajapió                      | Litoral Ocidental Maranhense   | Norte Maranhense  | 908,721    | 9.148       | 10,07   |
| Cajari                       | Baixada Maranhense             | Norte Maranhense  | 544,050    | 12.800      | 23,53   |
| Campestre do Maranhão        | Porto Franco                   | Sul Maranhense    | 615,379    | 12.199      | 19,82   |
| Cândido Mendes               | Gurupi                         | Oeste Maranhense  | 1.731,794  | 18.379      | 10,61   |
| Cantanhede                   | Itapecuru Mirim                | Norte Maranhense  | 797,887    | 18.617      | 23,33   |
| Capinzal do Norte            | Codó                           | Leste Maranhense  | 626,873    | 10.236      | 16,33   |
| Carolina                     | Porto Franco                   | Sul Maranhense    | 6.441,559  | 24.306      | 3,77    |
| Carutapera                   | Gurupi                         | Oeste Maranhense  | 1.255,555  | 20.233      | 16,11   |
| Caxias                       | Caxias                         | Leste Maranhense  | 5.223,981  | 142.923     | 27,36   |
| Cedral                       | Litoral Ocidental Maranhense   | Norte Maranhense  | 262,278    | 9.797       | 37,35   |
| Central do Maranhão          | Litoral Ocidental Maranhense   | Norte Maranhense  | 366,458    | 9.010       | 24,59   |
| Centro do Guilherme          | Gurupi                         | Oeste Maranhense  | 1.074,039  | 6.742       | 6,28    |
| Centro Novo do Maranhão      | Gurupi                         | Oeste Maranhense  | 8.294,828  | 15.049      | 1,81    |
| Chapadinha                   | Chapadinha                     | Leste Maranhense  | 3.247,159  | 65.896      | 20,29   |
| Cidelândia                   | Imperatriz                     | Oeste Maranhense  | 1.464,421  | 12.877      | 8,79    |
| Codó                         | Codó                           | Leste Maranhense  | 4.364,499  | 109.322     | 25,05   |
| Coelho Neto                  | Coelho Neto                    | Leste Maranhense  | 975,523    | 41.812      | 42,86   |
| Colinas                      | Chapadas do Alto Itapecuru     | Leste Maranhense  | 2.033,570  | 34.592      | 17,01   |
| Conceição do Lago-Açu        | Baixada Maranhense             | Norte Maranhense  | 827,426    | 14.139      | 17,09   |
| Coroatá                      | Codó                           | Leste Maranhense  | 2.263,823  | 56.494      | 24,96   |
| Cururupu´                    | Litoral Ocidental Maranhense   | Norte Maranhense  | 935,59     | 40.029      | 42,80   |
| Davinópolis                  | Imperatriz                     | Oeste Maranhense  | 337,041    | 11.329      | 33,61   |
| Dom Pedro                    | Presidente Dutra               | Centro Maranhense | 369,964    | 20.985      | 56,72   |
| Duque Bacelar                | Coelho Neto                    | Leste Maranhense  | 317,924    | 10.543      | 33,16   |
| Esperantinópolis             | Médio Mearim                   | Centro Maranhense | 480,943    | 18.439      | 38,34   |
| Estreito                     | Porto Franco                   | Sul Maranhense    | 2.718,960  | 26.300      | 9,67    |
| Feira Nova do Maranhão       | Gerais de Balsas               | Sul Maranhense    | 1.473,272  | 7.570       | 5,14    |
| Fernando Falcão              | Alto Mearim e Grajaú           | Centro Maranhense | 3.506,445  | 6.093       | 1,74    |
| Formosa da Serra Negra       | Alto Mearim e Grajaú           | Centro Maranhense | 3.941,185  | 16.458      | 4,18    |
| Fortaleza dos Nogueiras      | Chapadas das Mangabeiras       | Sul Maranhense    | 1.664,058  | 11.253      | 6,76    |
| Fortuna                      | Presidente Dutra               | Centro Maranhense | 694,981    | 14.302      | 20,58   |
| Godofredo Viana              | Gurupi                         | Oeste Maranhense  | 640,093    | 10.344      | 16,16   |
| Gonçalves Dias               | Presidente Dutra               | Centro Maranhense | 875,975    | 16.264      | 18,57   |
| Governador Archer            | Presidente Dutra               | Centro Maranhense | 435,731    | 10.075      | 23,12   |
| Governador Edison Lobão      | Imperatriz                     | Oeste Maranhense  | 615,850    | 12.929      | 20,99   |
| Governador Eugênio Barros    | Presidente Dutra               | Centro Maranhense | 816,952    | 15.855      | 19,41   |
| Governador Luiz Rocha        | Presidente Dutra               | Centro Maranhense | 372,991    | 6.819       | 18,28   |
| Governador Newton Bello      | Pindaré                        | Oeste Maranhense  | 1.160,866  | 10.473      | 9,02    |
| Governador Nunes Freire      | Gurupi                         | Oeste Maranhense  | 1.037,121  | 22.589      | 21,78   |
| Graça Aranha                 | Presidente Dutra               | Centro Maranhense | 271,457    | 6.200       | 22,84   |
| Grajaú                       | Alto Mearim e Grajaú           | Centro Maranhense | 7.407,824  | 54.441      | 7,35    |
| Guimarães                    | Litoral Ocidental Maranhense   | Norte Maranhense  | 598,796    | 12.266      | 20,48   |
| Humberto de Campos           | Lençois Maranhenses            | Norte Maranhense  | 2.131,079  | 24.282      | 11,39   |
| Icatu                        | Rosário                        | Norte Maranhense  | 1.448,796  | 21.464      | 14,82   |
| Igarapé do Meio              | Baixada Maranhense             | Norte Maranhense  | 392,847    | 11.394      | 29,00   |
| Igarapé Grande               | Médio Mearim                   | Centro Maranhense | 374,283    | 9.546       | 25,50   |
| Imperatriz                   | Imperatriz                     | Oeste Maranhense  | 1.367,9    | 232.560     | 170,00  |
| Itaipava do Grajaú           | Alto Mearim e Grajaú           | Centro Maranhense | 1.540,286  | 13.226      | 8,59    |
| Itapecuru Mirim              | Itapecuru Mirim                | Norte Maranhense  | 1.165,585  | 54.037      | 46,36   |
| Itinga do Maranhão           | Imperatriz                     | Oeste Maranhense  | 3.590,033  | 24.581      | 6,85    |
| Jatobá                       | Chapadas do Alto Itapecuru     | Leste Maranhense  | 387,083    | 8.248       | 21,31   |
| Jenipapo dos Vieiras         | Alto Mearim e Grajaú           | Centro Maranhense | 1.507,458  | 14.685      | 9,74    |
| João Lisboa                  | Imperatriz                     | Oeste Maranhense  | 1.126,517  | 19.671      | 17,46   |
| Joselândia                   | Alto Mearim e Grajaú           | Centro Maranhense | 681,684    | 15.390      | 22,58   |
| Junco do Maranhão            | Gurupi                         | Oeste Maranhense  | 539,126    | 3.969       | 7,36    |
| Lago da Pedra                | Pindaré                        | Oeste Maranhense  | 1.636,467  | 43.188      | 26,39   |
| Lago do Junco                | Médio Mearim                   | Centro Maranhense | 308,771    | 9.249       | 29,95   |
| Lago dos Rodrigues           | Médio Mearim                   | Centro Maranhense | 195,222    | 7.676       | 39,32   |
| Lago Verde                   | Médio Mearim                   | Centro Maranhense | 460,218    | 14.546      | 31,61   |
| Lagoa do Mato                | Chapadas do Alto Itapecuru     | Leste Maranhense  | 1.288,863  | 9.545       | 7,41    |
| Lagoa Grande do Maranhão     | Pindaré                        | Oeste Maranhense  | 733,635    | 8.850       | 12,06   |
| Lajeado Novo                 | Imperatriz                     | Oeste Maranhense  | 1.047,725  | 6.707       | 6,40    |
| Lima Campos                  | Médio Mearim                   | Centro Maranhense | 321,932    | 11.373      | 35,33   |
| Loreto                       | Chapadas das Mangabeiras       | Sul Maranhense    | 3.596,888  | 9.981       | 2,77    |
| Luís Domingues               | Gurupi                         | Oeste Maranhense  | 466,762    | 6.175       | 13,23   |
| Magalhães de Almeida         | Baixo Parnaíba Maranhense      | Leste Maranhense  | 433,141    | 14.260      | 32,92   |
| Maracaçumé                   | Gurupi                         | Oeste Maranhense  | 629,330    | 17.580      | 27,93   |
| Marajá do Sena               | Pindaré                        | Oeste Maranhense  | 824,044    | 6.167       | 7,48    |
| Maranhãozinho                | Gurupi                         | Oeste Maranhense  | 824,044    | 11.925      | 12,47   |
| Mata Roma                    | Chapadinha                     | Leste Maranhense  | 548,411    | 13.129      | 23,94   |
| Matinha                      | Baixada Maranhense             | Norte Maranhense  | 408,726    | 20.051      | 49,06   |
| Matões                       | Caxias                         | Leste Maranhense  | 1.858,007  | 28.107      | 15,13   |
| Matões do Norte              | Itapecuru Mirim                | Norte Maranhense  | 781,963    | 10.589      | 13,54   |
| Milagres do Maranhão         | Chapadinha                     | Leste Maranhense  | 439,365    | 6.878       | 15,65   |
| Mirador                      | Chapadas do Alto Itapecuru     | Leste Maranhense  | 8.609,822  | 17.839      | 2,07    |
| Miranda do Norte             | Itapecuru Mirim                | Norte Maranhense  | 353,553    | 17.471      | 49,42   |
| Mirinzal                     | Litoral Ocidental Maranhense   | Norte Maranhense  | 687,732    | 13.878      | 20,18   |
| Monção                       | Baixada Maranhense             | Norte Maranhense  | 1.345,041  | 27.283      | 20,28   |
| Montes Altos                 | Imperatriz                     | Oeste Maranhense  | 1.338,390  | 8.798       | 6,57    |
| Morros                       | Rosário                        | Norte Maranhense  | 1.715,325  | 13.608      | 7,93    |
| Nina Rodrigues               | Itapecuru Mirim                | Norte Maranhense  | 572,513    | 9.716       | 16,97   |
| Nova Colinas                 | Chapadas das Mangabeiras       | Sul Maranhense    | 743,100    | 4.785       | 6,44    |
| Nova Iorque                  | Chapadas do Alto Itapecuru     | Leste Maranhense  | 976,629    | 4.860       | 4,98    |
| Nova Olinda do Maranhão      | Pindaré                        | Oeste Maranhense  | 2.464,124  | 17.410      | 7,07    |
| Olho d'Água das Cunhãs       | Médio Mearim                   | Centro Maranhense | 552,619    | 17.008      | 30,78   |
| Olinda Nova do Maranhão      | Baixada Maranhense             | Norte Maranhense  | 198        | 12.019      | 60,82   |
| Paço do Lumiar               | Aglomeração Urbana de São Luís | Norte Maranhense  | 132,410    | 98.113      | 740,98  |
| Palmeirândia                 | Baixada Maranhense             | Norte Maranhense  | 525,633    | 18.119      | 34,47   |
| Paraibano                    | Chapadas do Alto Itapecuru     | Leste Maranhense  | 530,500    | 19.560      | 36,87   |
| Parnarama                    | Caxias                         | Leste Maranhense  | 3.487,119  | 34.515      | 9,90    |
| Passagem Franca              | Chapadas do Alto Itapecuru     | Leste Maranhense  | 1.358,302  | 15.630      | 11,51   |
| Pastos Bons                  | Chapadas do Alto Itapecuru     | Leste Maranhense  | 1.636,6    | 16.817      | 10,38   |
| Paulino Neves                | Lençois Maranhenses            | Norte Maranhense  | 979,341    | 12.088      | 12,34   |
| Paulo Ramos                  | Pindaré                        | Oeste Maranhense  | 927,317    | 14.893      | 16,06   |
| Pedreiras                    | Médio Mearim                   | Centro Maranhense | 288,507    | 37.008      | 128,27  |
| Pedro do Rosário             | Baixada Maranhense             | Norte Maranhense  | 1.749,866  | 21.286      | 12,16   |
| Penalva                      | Baixada Maranhense             | Norte Maranhense  | 785,565    | 33.284      | 42,37   |
| Peri Mirim                   | Baixada Maranhense             | Norte Maranhense  | 405,295    | 11.729      | 28,94   |
| Peritoró                     | Codó                           | Leste Maranhense  | 748        | 19.055      | 25,49   |
| Pindaré-Mirim                | Pindaré                        | Oeste Maranhense  | 238,542    | 30.775      | 129,01  |
| Pinheiro                     | Baixada Maranhense             | Norte Maranhense  | 1.465,503  | 73.209      | 49,95   |
| Pio XII                      | Médio Mearim                   | Centro Maranhense | 817,346    | 21.062      | 25,77   |
| Pirapemas                    | Itapecuru Mirim                | Norte Maranhense  | 688,737    | 15.026      | 21,82   |
| Poção de Pedras              | Médio Mearim                   | Centro Maranhense | 655,179    | 15.679      | 23,93   |
| Porto Franco                 | Porto Franco                   | Sul Maranhense    | 1.417,483  | 18.554      | 13,09   |
| Porto Rico do Maranhão       | Litoral Ocidental Maranhense   | Norte Maranhense  | 224,300    | 6.938       | 30,93   |
| Presidente Dutra             | Presidente Dutra               | Centro Maranhense | 794        | 38.742      | 48,80   |
| Presidente Juscelino         | Rosário                        | Norte Maranhense  | 442,135    | 11.469      | 25,94   |
| Presidente Médici            | Pindaré                        | Oeste Maranhense  | 437,665    | 4.198       | 9,59    |
| Presidente Sarney            | Baixada Maranhense             | Norte Maranhense  | 724,164    | 15.485      | 21,38   |
| Presidente Vargas            | Itapecuru Mirim                | Norte Maranhense  | 467,323    | 9.675       | 20,70   |
| Primeira Cruz                | Lençois Maranhenses            | Norte Maranhense  | 1.367,833  | 11.968      | 8,75    |
| Raposa                       | Aglomeração Urbana de São Luís | Norte Maranhense  | 64,182     | 24.155      | 376,35  |
| Riachão                      | Gerais de Balsas               | Sul Maranhense    | 6.373,153  | 20.869      | 3,27    |
| Ribamar Fiquene              | Imperatriz                     | Oeste Maranhense  | 900,483    | 7.127       | 7,91    |
| Rosário                      | Rosário                        | Norte Maranhense  | 685,027    | 37.875      | 55,29   |
| Sambaíba                     | Chapadas das Mangabeiras       | Sul Maranhense    | 2.478,569  | 5.790       | 2,34    |
| Santa Filomena do Maranhão   | Alto Mearim e Grajaú           | Centro Maranhense | 403,849    | 5.511       | 13,65   |
| Santa Helena                 | Baixada Maranhense             | Norte Maranhense  | 2.308,403  | 30.986      | 13,42   |
| Santa Inês                   | Pindaré                        | Oeste Maranhense  | 768        | 79.465      | 194,92  |
| Santa Luzia                  | Pindaré                        | Oeste Maranhense  | 6.133,424  | 65.364      | 10,66   |
| Santa Luzia do Paruá         | Pindaré                        | Oeste Maranhense  | 904,946    | 19.699      | 21,77   |
| Santa Quitéria do Maranhão   | Baixo Parnaíba Maranhense      | Leste Maranhense  | 2.112,890  | 28.687      | 13,58   |
| Santa Rita                   | Rosário                        | Norte Maranhense  | 786,081    | 29.958      | 38,11   |
| Santana do Maranhão          | Baixo Parnaíba Maranhense      | Leste Maranhense  | 1.094,650  | 10.438      | 9,54    |
| Santo Amaro do Maranhão      | Lençois Maranhenses            | Norte Maranhense  | 1.601,164  | 11.156      | 6,97    |
| Santo Antônio dos Lopes      | Médio Mearim                   | Centro Maranhense | 770,190    | 14.170      | 18,40   |
| São Benedito do Rio Preto    | Chapadinha                     | Leste Maranhense  | 931,592    | 17.235      | 18,50   |
| São Bento                    | Baixada Maranhense             | Norte Maranhense  | 459,452    | 37.389      | 81,38   |
| São Bernardo                 | Baixo Parnaíba Maranhense      | Leste Maranhense  | 1.006,657  | 25.826      | 25,66   |
| São Domingos do Azeitão      | Chapadas das Mangabeiras       | Sul Maranhense    | 1.058,637  | 6.880       | 6,50    |
| São Domingos do Maranhão     | Presidente Dutra               | Centro Maranhense | 1.303,155  | 31.964      | 24,53   |
| São Félix de Balsas          | Chapadas das Mangabeiras       | Sul Maranhense    | 2.032,302  | 4.344       | 2,14    |
| São Francisco do Brejão      | Imperatriz                     | Oeste Maranhense  | 745,593    | 8.466       | 11,35   |
| São Francisco do Maranhão    | Chapadas do Alto Itapecuru     | Leste Maranhense  | 2.745,804  | 13.373      | 4,87    |
| São João Batista             | Baixada Maranhense             | Norte Maranhense  | 690,676    | 17.650      | 25,55   |
| São João do Carú             | Pindaré                        | Oeste Maranhense  | 24,5       | 11.153      | 18,11   |
| São João do Paraíso          | Porto Franco                   | Sul Maranhense    | 2.053,830  | 11.230      | 5,47    |
| São João do Soter            | Caxias                         | Leste Maranhense  | 1.438,020  | 16.891      | 11,75   |
| São João dos Patos           | Chapadas do Alto Itapecuru     | Leste Maranhense  | 1.500,661  | 23.001      | 15,33   |
| São José de Ribamar          | Aglomeração Urbana de São Luís | Norte Maranhense  | 386,282    | 116.309     | 301,10  |
| São José dos Basílios        | Presidente Dutra               | Centro Maranhense | 362,617    | 7.061       | 19,47   |
| São Luís Gonzaga do Maranhão | Médio Mearim                   | Centro Maranhense | 968,554    | 19.467      | 20,10   |
| São Mateus do Maranhão       | Médio Mearim                   | Centro Maranhense | 783,224    | 37.957      | 48,46   |
| São Pedro da Água Branca     | Imperatriz                     | Oeste Maranhense  | 720,492    | 11.066      | 15,36   |
| São Pedro dos Crentes        | Porto Franco                   | Sul Maranhense    | 979,803    | 3.921       | 4,00    |
| São Raimundo das Mangabeiras | Chapadas das Mangabeiras       | Sul Maranhense    | 3.521,740  | 15.906      | 4,52    |
| São Raimundo do Doca Bezerra | Médio Mearim                   | Centro Maranhense | 281,225    | 4.487       | 15,96   |
| São Roberto                  | Médio Mearim                   | Centro Maranhense | 227,458    | 4.986       | 21,92   |
| São Vicente Ferrer           | Baixada Maranhense             | Norte Maranhense  | 390,404    | 19.687      | 50,43   |
| Satubinha                    | Médio Mearim                   | Centro Maranhense | 605,838    | 8.316       | 13,73   |
| Senador Alexandre Costa      | Presidente Dutra               | Centro Maranhense | 426,461    | 9.108       | 21,36   |
| Senador La Rocque            | Imperatriz                     | Oeste Maranhense  | 746,738    | 18.425      | 24,67   |
| Serrano do Maranhão          | Litoral Ocidental Maranhense   | Norte Maranhense  | 1.207,043  | 9.339       | 7,74    |
| Sítio Novo                   | Alto Mearim e Grajaú           | Centro Maranhense | 3.114,827  | 15.153      | 4,86    |
| Sucupira do Norte            | Chapadas do Alto Itapecuru     | Leste Maranhense  | 991,926    | 10.478      | 10,56   |
| Sucupira do Riachão          | Chapadas do Alto Itapecuru     | Leste Maranhense  | 564,974    | 4.443       | 7,86    |
| Tasso Fragoso                | Gerais de Balsas               | Sul Maranhense    | 4.382,944  | 6.458       | 1,47    |
| Timbiras                     | Codó                           | Leste Maranhense  | 1.486,479  | 26.133      | 17,58   |
| Timon                        | Caxias                         | Leste Maranhense  | 1.740,559  | 143.038     | 82,18   |
| Trizidela do Vale            | Médio Mearim                   | Centro Maranhense | 223,306    | 14.284      | 63,97   |
| Tufilândia                   | Pindaré                        | Oeste Maranhense  | 276,924    | 5.443       | 19,66   |
| Tuntum                       | Alto Mearim e Grajaú           | Centro Maranhense | 3.573,041  | 34.444      | 9,64    |
| Turiaçu                      | Gurupi                         | Oeste Maranhense  | 2.577,603  | 31.429      | 12,19   |
| Turilândia                   | Gurupi                         | Oeste Maranhense  | 1.511,575  | 17.202      | 11,38   |
| Tutóia                       | Lençois Maranhenses            | Norte Maranhense  | 1.489,376  | 46.510      | 31,23   |
| Urbano Santos                | Chapadinha                     | Leste Maranhense  | 1.207,774  | 18.175      | 15,05   |
| Vargem Grande                | Itapecuru Mirim                | Norte Maranhense  | 1 957,75   | 49.412      | 25,24   |
| Viana                        | Baixada Maranhense             | Norte Maranhense  | 1.162,494  | 46.908      | 40,35   |
| Vila Nova dos Martírios      | Imperatriz                     | Oeste Maranhense  | 1.188,771  | 7.493       | 6,30    |
| Vitória do Mearim            | Baixada Maranhense             | Norte Maranhense  | 726,435    | 30.819      | 42,42   |
| Vitorino Freire              | Pindaré                        | Oeste Maranhense  | 1.122,700  | 30.187      | 26,89   |
| Zé Doca                      | Pindaré                        | Oeste Maranhense  | 2.413,751  | 42.453      | 17,59   |